# Chevrolet Orlando
Chevrolet Orlando – samochód osobowy typu minivan klasy kompaktowej produkowany pod amerykańską marką Chevrolet w latach 2010–2022.

## Pierwsza generacja

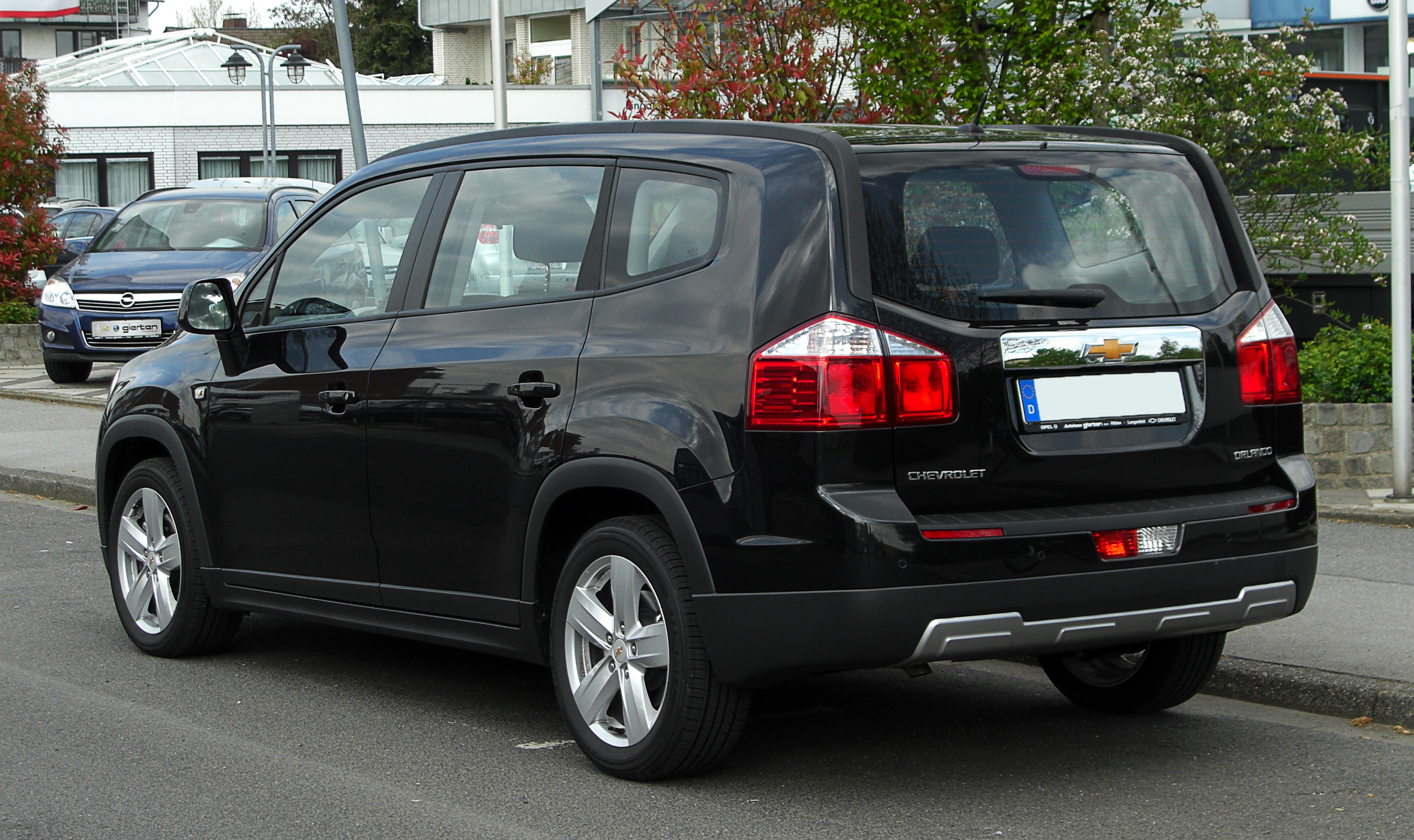
Chevrolet Orlando I – tył

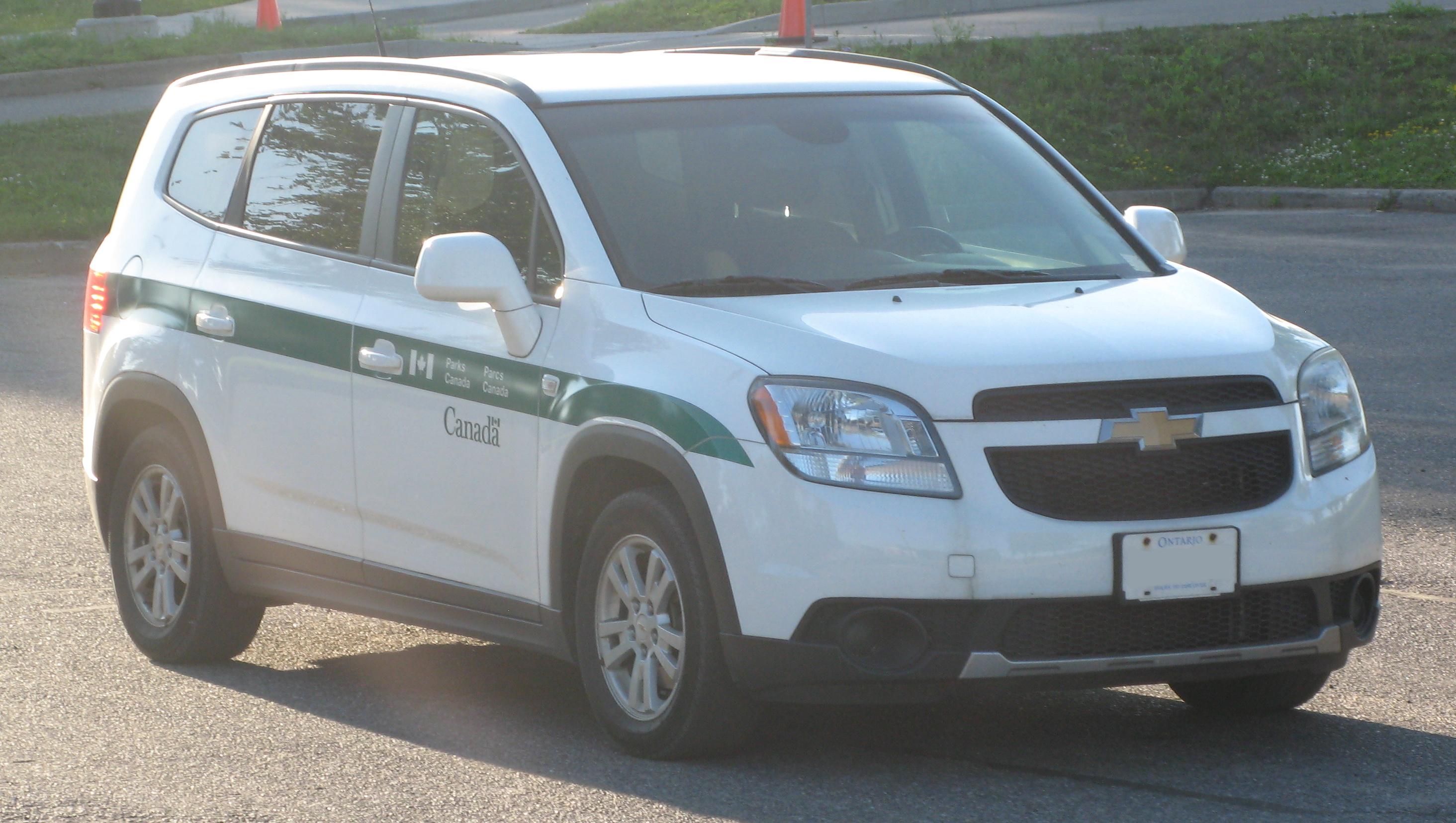
kanadyjski Chevrolet Orlando I

Chevrolet Orlando I został zaprezentowany po raz pierwszy w 2010 roku.
Premierę nowego globalnego minivana Chevroleta poprzedziła premiera prototypu Orlando Concept jesienią 2008 roku, z premierą w Ameryce Północnej rok później.
W sierpniu 2009 roku General Motors potwierdził plany wprowadzenia Orlando do produkcji seryjnej. Wersja produkcyjna została na targach motoryzacyjnych w Busan oraz w Paryżu w 2010 roku.
Chevrolet Orlando pierwszej generacji został oparty na globalnej platformie Delta II jako pokrewna konstrukcja szczególnie wobec modelu Cruze. Pod kątem stylistycznym samochód zyskał muskularną sylwetkę z wysoko poprowadzoną linią okien i dwuczęściowymi lampami tylnymi, nawiązując do studyjnego modelu z 2008 roku. W 2015 roku wprowadzono zmodernizowany na potrzeby bardziej restrykcyjnych norm spalin, nowy wysokoprężny silnik 1.6 CDTi konstrukcji Opla.

### Sprzedaż
Pierwsza generacja Chevroleta Orlando była samochodem globalnym. Samochód trafił do sprzedaży w Europie w grudniu 2010 roku, znikając z niej w 2014 roku z powodu wycofania marki Chevrolet, które rok później objęło także Rosję. W 2011 roku sprzedaż w Polsce wyniosła 668 sztuk, natomiast w 2012 roku 1165 sztuk.
Początkowo planowano sprzedaż pojazdu na rynku amerykańskim aczkolwiek wycofano się z tego pomysłu. Samochód był oferowany ostatecznie jedynie w sąsiedniej Kanadzie. Produkcja samochodu zakończyła się w 2018 roku, wraz z zamknięciem fabryk w Uzbekistanie i w Korei Południowej, którego jako ostatnie w tym okresie go produkowały.

### Wersje wyposażenia[17]
- LS
- LS+
- LT
- LT+
- LTZ

Standardowe wyposażenie podstawowej wersji LS obejmuje m.in. systemy ABS z ESC, 6 poduszek powietrznych, dzieloną tylną kanapę, trzeci rząd siedzeń, dzielony, elektrycznie regulowane szyby przednie, elektrycznie regulowane i podgrzewane lusterka, hydrauliczne wspomaganie kierownicy, centralny zamek z pilotem, oraz radioodtwarzacz z CD, MP3 i AUX.
Bogatsza wersja LS+ dodatkowo wyposażona jest m.in. w klimatyzacje manualną i klamki lakierowane pod kolor nadwozia.
Kolejna w hierarchii wersja – LT dodatkowo została wyposażona m.in. w światła przeciwmgielne, czujniki cofania, tempomat, kierownicę obszytą skórą, przyciemniane szyby, oraz chromowane zewnętrzne elementy wykończenia.
Wersja – LT+ została dodatkowo wyposażona m.in. w nawigację z Bluetooth, kamerę cofania i 16-calowe felgi aluminiowe.
Topowa wersja LTZ została ponadto wyposażona m.in. w elektrycznie składane lusterka, czujnik deszczu, elektrochromatyczne lusterko wewnętrzne oraz 17-calowe felgi aluminiowe.
W zależności od wersji samochód mogliśmy opcjonalnie wyposażyć m.in. w elektryczny szyberdach, lakier metalizowany, fabryczną instalację LPG czy też 18-calowe felgi aluminiowe.
Do wybranych wersji z silnikiem 1.8 16V możliwa była instalacja LPG wraz z montażem za 1 zł.

### Silniki
| Silnik                | Pojemność skokowa [cm³] | Typ silnika        | Moc maksymalna [KM] przy obr./min  | Maks. moment obrotowy [Nm] przy obr./min | Przyspieszenie 0–100 km/h [s] | Prędkość maks. [km/h] |                    |
| Silniki benzynowe:    | Silniki benzynowe:      | Silniki benzynowe: | Silniki benzynowe:                 | Silniki benzynowe:                       | Silniki benzynowe:            | Silniki benzynowe:    | Silniki benzynowe: |
| --------------------- | ----------------------- | ------------------ | ---------------------------------- | ---------------------------------------- | ----------------------------- | --------------------- | ------------------ |
| 1.4 Turbo             | 1362 cm³                | R4                 | 140 KM (103 kW) przy 4900 obr./min | 200 Nm przy 1850-4900 obr./min           | 11 s                          | 200 km/h              |                    |
| 1.8 MPi               | 1796 cm³                | R4                 | 141 KM (104 kW) przy 6200 obr./min | 176 Nm przy 3800 obr./min                | 11,6 s                        | 185 km/h              |                    |
| Silniki wysokoprężne: |                         |                    |                                    |                                          |                               |                       |                    |
| 2.0D                  | 1998 cm³                | R4                 | 130 KM (96 kW) przy 3800 obr./min  | 315 Nm przy 2000 obr./min                | 10,3 s                        | 180 km/h              |                    |
| 2.0D                  | 1998 cm³                | R4                 | 163 KM (120 kW) przy 3800 obr./min | 360 Nm przy 2000 obr./min                | 10 s                          | 195 km/h              |                    |

## Druga generacja

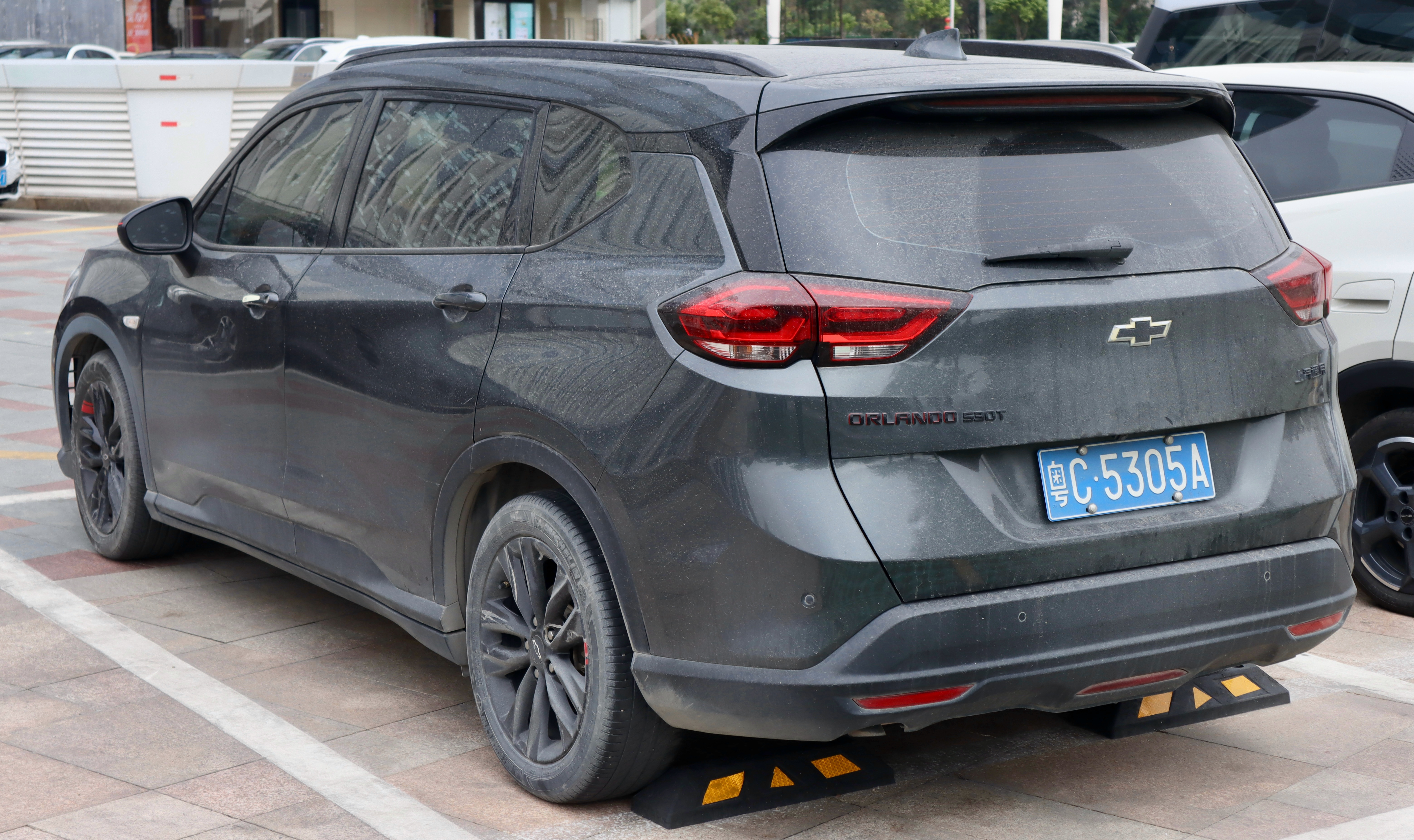
Chevrolet Orlando II Red Line – tył

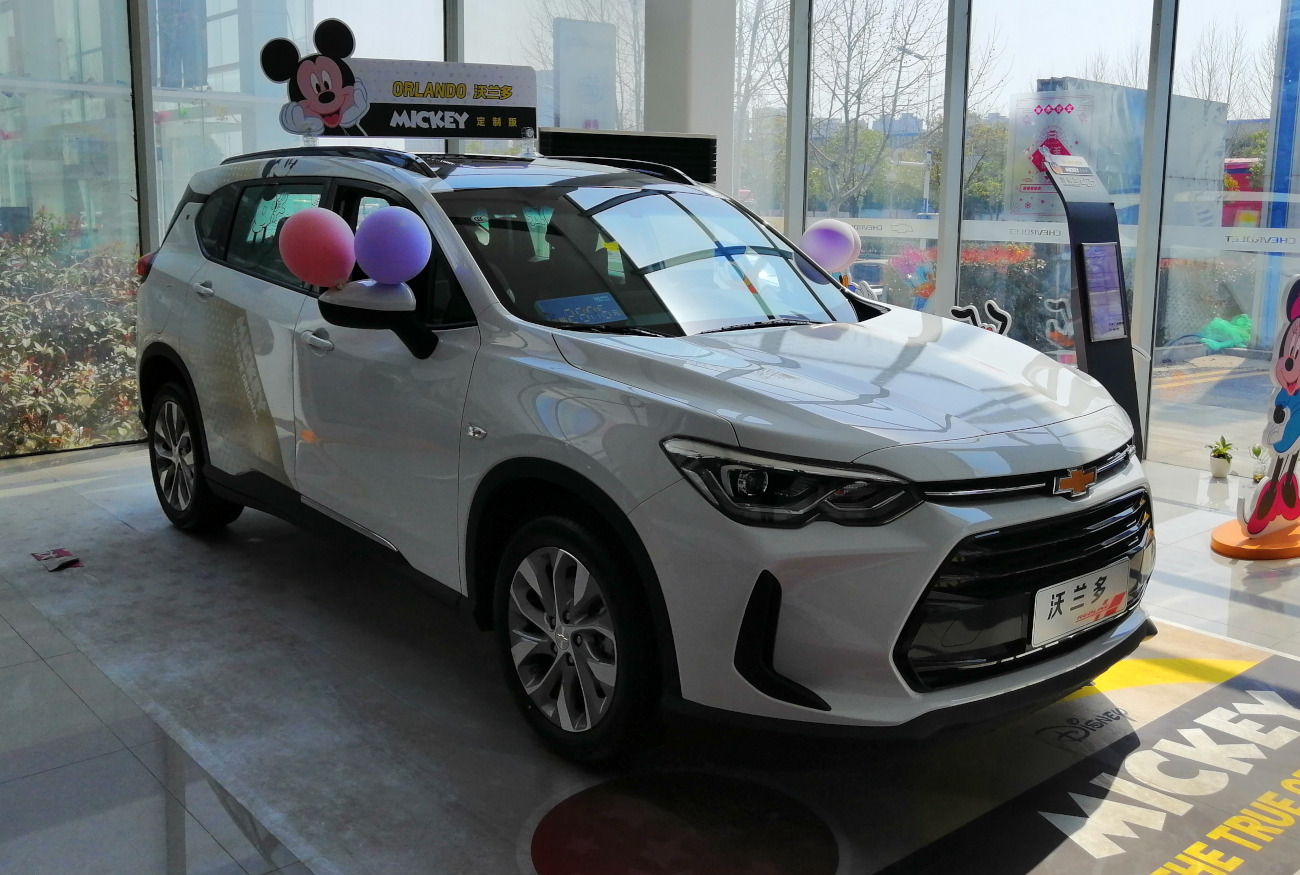
Chevrolet Orlando II w salonie

Chevrolet Orlando II został zaprezentowany po raz pierwszy w 2018 roku.
Druga generacja Orlando zachowała formułę kompaktowego minivana, powstając w oparciu nową platformę koncernu General Motors D2XX. Samochód zyskał charakterystyczne, zaokrąglone nadwozie z licznymi przetłoczeniami i wąskimi, strzelistymi lampami w stylu innych nowych konstrukcji Chevroleta.
W przeciwieństwie do poprzednika, Chevrolet Orlando II został opracowany nie jako globalny, lecz regionalny model opracowany wyłącznie z myślą o rynku chińskim. Produkowany lokalnie w Szanghaju, dostępny jest w dwóch wariantach aranżacji kabiny – pięciomiejscowym oraz siedmiomiejscowym.
Chińskie Orlando napędzane jest tylko jednym, nowej generacji trzycylindrowym silnikiem benzynowym o pojemności 1,3 litra z rodziny EcoTec. Jednostka posiada turbodoładowanie, a także system Start&Stop gwarantujący według producenta średnie spalanie 6,7 litra paliwa na 100 kilometrów.

### Silnik
- R3 1.3l EcoTec